# Woodland Hills (Los Angeles)

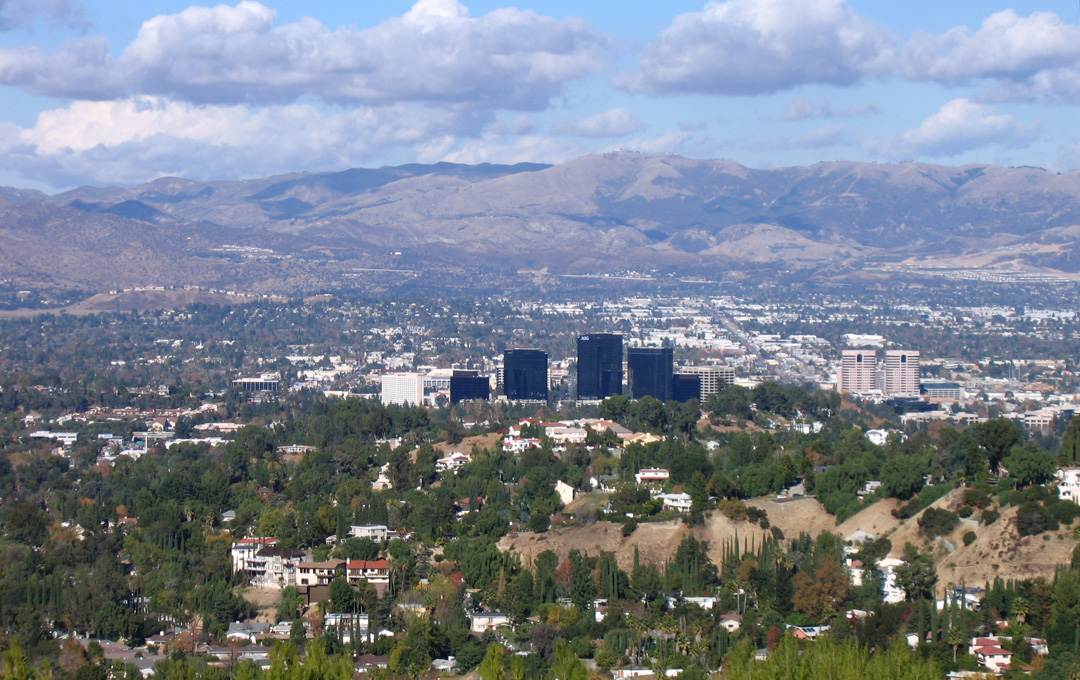
Woodland Hills

Woodland Hills ist ein Stadtteil von Los Angeles im US-Bundesstaat Kalifornien.
Woodland Hills liegt im Südwesten des San Fernando Valleys und grenzt im Westen an Calabasas, im Osten an Tarzana, im Norden an West Hills, Canoga Park und Winnetka sowie Topanga im Süden. Durch den Stadtteil verläuft von Ost nach West der Highway 101 und der Ventura Boulevard. In Woodland Hills leben 61.092 Einwohner, von denen 74,8 % Weiße, 3,4 % Afroamerikaner, 7,2 % Hispanics/Latinos und 5,9 % Asiatische Amerikaner sind sowie 6,8 %, die von zwei oder mehr Ethnien abstammen.
Die bis dahin höchste je im Los Angeles County gemessene Temperatur betrug 48 °C (119 °F) und wurde 2006 am Los Angeles Pierce College in Woodland Hills aufgezeichnet. Am 6. September 2020 wurden ebenda 121 Grad Fahrenheit gemessen.

## Persönlichkeiten
- Patty Duffek (* 1963), Schauspielerin und Playmate
- Thea Frodin (* 2008), Tennisspielerin